# Местные названия на карте Чукотки
Местные названия на карте Чукотки. Краткий топонимический словарь — однотомный топонимический словарь на русском языке. Единственный словарь, освещающий топонимию Чукотского автономного округа. Предназначен для картографов, географов, журналистов, работников издательств и других организаций, а также для широкого круга читателей.

## Отзывы
«Автор уделяет основное внимание аборигенным географическим названиям» (Тарасов, О. Ю. Топонимический аспект освоения Северо-Востока России: дис. кандидат исторических наук, Владивосток, 2009, С.10)

## Библиографическое описание
Местные названия на карте Чукотки : крат. топоним. слов. / Г. А. Меновщиков; [науч. ред. В. В. Леонтьев]. — Магадан : Магад. кн. изд-во, 1972. — 206, [1] с. : ил., портр. — Библиогр.: с. 204—206. — 5000 экз.
Г. А. Меновщиков. Местные названия на карте Чукотки. Краткий топонимический словарь / Науч. ред. В. В. Леонтьев. — Магадан: Магаданское книжное издательство, 1972. — 206 с.